# Sartor
Genre
Sartor est un genre de poissons de la famille des Anostomidae et de l'ordre des Characiformes.  

## Liste d'espèces
Selon FishBase (8 juin 2015) :
- Sartor elongatus Santos & Jégu, 1987
- Sartor respectus Myers & Carvalho, 1959
- Sartor tucuruiense Santos & Jégu, 1987